# Chinese muziek

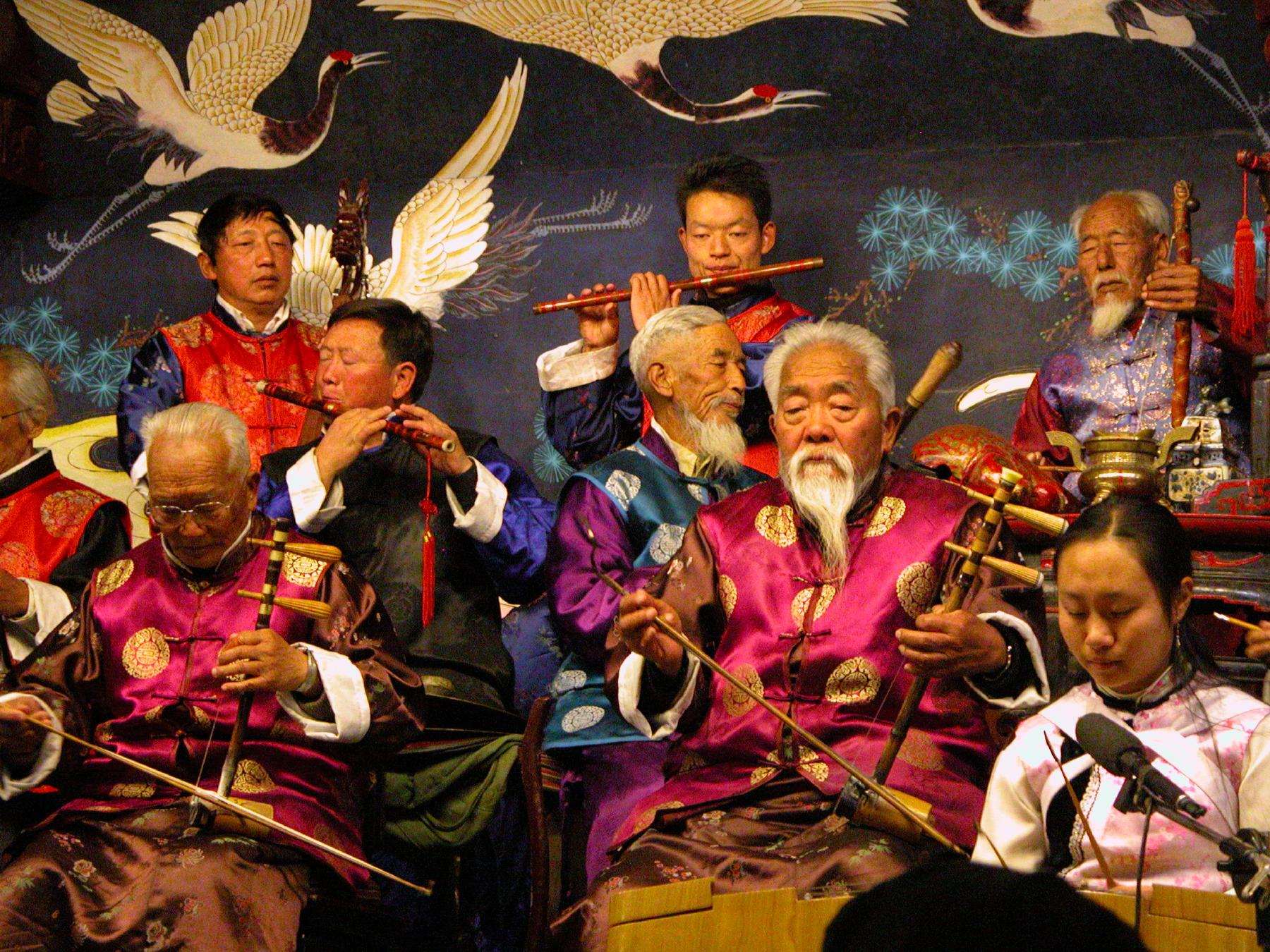
Traditionele Chinese muziek gespeeld door Naxi musici

De officiële schriftelijke vastzetting van Chinese muziek begon tijdens de Zhou-dynastie (ca. 11e eeuw v.Chr.)

## Geschiedenis
De oudste blaasinstrumenten ter wereld zijn fluiten die uit beenderen van dieren gemaakt zijn en in de provincie Henan in een 6000 jaar oude ruïne opgegraven zijn. Een van die fluiten is een fluit met zeven gaatjes, waarop heptatonische tonen gespeeld konden worden. In de loop van de geschiedenis oriënteerde de Chinese muziek zich echter meer met een voorliefde voor de pentatonische toonladder. 

## Klassieke Chinese muziek
De klassieke muziek was meestal traag en melodieus, ze werd gespeeld aan het hof en bij de godsdienstige activiteiten.
In de oude tijd konden bijvoorbeeld schilders officiële posities krijgen aan het keizerlijk hof, maar muzikanten niet. Muzikanten aan het hof waren vaak niet meer dan lakeien, hadden geen hoge positie, vandaar dat de Chinese muziektheorie zich in die periode niet snel ontwikkelde.

### Toonsoort
In de klassieke Chinese muziek zijn binnen duidelijk gedefinieerde grenzen vele verschillende toonsoorten mogelijk. Door een combinatie van intervallen zijn theoretisch 360 modi te vormen.

#### Pentatonische modi
De pentatonische modi vormen de basis van de klassieke Chinese muziek. De vijf hoofdelementen (zhengnoten) van het pentatonische systeem zijn:
| Vereenvoudigd karakter | Uitspraak (pinyin) |
| ---------------------- | ------------------ |
| 宫                     | gōng               |
| 商                     | shāng              |
| 角                     | jué                |
| 徵                     | zhǐ                |
| 羽                     | yǔ                 |

Deze elementen definiëren vaste intervallen en zijn enkel in de basale C-gong-modus als noten te begrijpen. Tussen gōng en shāng ligt een grote secunde, tussen shāng en jué een grote secunde, tussen jué en zhǐ een kleine terts en tussen zhǐ en yǔ weer een grote secunde. Meerdere pentatische modi zijn mogelijk door een van de zhengnoten als tonica vast te leggen.

#### Hexatonische en heptatische modi
Er zijn twee hexatonische en drie heptatonische modi. De hexatonische ontstaan door aan de pentatonische modus de zogenaamde biannoten (intervallen) toe te voegen boven de jué of de yǔ. De heptatonische worden wederom gevormd door twee tonen in te voegen op deze beide plaatsen, met verschillende mogelijke intervallen.

### Chinese consonantie versus westerse waarden
De ontwikkeling van de Chinese muziek is anders dan die van de westerse muziek. Chinezen hechtten waarde aan de veranderingen van de melodieën en de ritmes, minder aan het effect van harmonieuze samenklank in de vorm van akkoorden, zoals gebruikelijk is in de Westerse muziek. Veel Westerlingen vinden dat Chinese muziek “een draad verheffen in de lucht” is en Chinezen die nooit westerse muziek gehoord hebben vinden dat westerse muziek “gemengd lawaai” is. Deze waarneming hangt samen met het verschijnsel subjectief vals. De Chinese muziek volgt de consonante natuurkundige toonverhoudingen en is daarmee volkomen consonant. De westerse gelijkzwevende stemming en zijn voorlopers zijn stemmingen die afwijken van de natuurkundig objectief reine waarden en zijn daardoor in klanksamenstelling chaotischer en objectief vals die wij Westerlingen echter als subjectief rein ervaren.

### Muziekinstrumenten

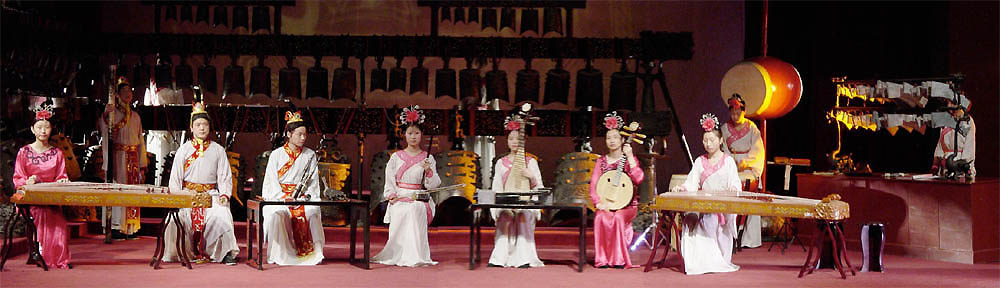
Uitvoering met diverse traditionele Chinese muziekinstrumenten

#### Geschiedenis
Vanaf de Han-dynastie (206 v.Chr.) kwamen Chinezen in contact met buitenlandse culturen. Veel buitenlandse muziek (vooral Arabische, Indiase of Perzische muziek) kwam het land binnen. Al snel werden bij het spelen van Chinese muziek ook buitenlandse instrumenten gebruikt. Deze instrumenten werden ook verder ontwikkeld door de Chinezen. Veel traditionele Chinese instrumenten werden minder gebruikt, en muziek werd steeds vaker gespeeld met buitenlandse (en eventueel door de Chinezen veranderde) instrumenten.

#### Indeling
Een van de oudste indelingen van muziekinstrumenten is die uit het antieke muziekboek Zhouli-Chungong周礼•春宫, hierin werden de instrumenten in acht soorten geclassificeerd. Deze acht soorten instrumentengroepen (八音) waren:
- Jinyin (金音), instrumenten die van metaal gemaakt zijn, zoals bianzhong “编钟”, tezhong “特钟” en qian “铙”. Dit zijn meestal slaginstrumenten.
- Shiyin (石音), stenen instrumenten, zoals bianqing “编磬” en teqing “特磬”, ook dit zijn meestal slaginstrumenten.
- Tuyin (土音), aardewerken instrumenten, zoals xun “埙”, dit zijn meestal blaasinstrumenten.
- Geyin (革音), instrumenten die geluid maken door leer, zoals gu “鼓”, dit zijn de verschillende trommels.
- Siyin (丝音), snaarinstrumenten, zoals de guqin (“古琴”) en guse “古瑟” en de guzheng "古筝".
- Muyin (木音), houten instrumenten, zoals zhù “柷” en yù “敔”, dit zijn meestal slaginstrumenten.
- Paoyin (匏音), instrumenten die uit kalebassen gemaakt zijn, zoals sheng “笙” en yu “竽”, dit zijn meestal blaas- of slaginstrumenten.
- Zhuyin (竹音), bamboe-instrumenten, zoals xiāo “箫”, dí “笛”, guan “管” en chí“篪”, dit zijn meestal blaasinstrumenten.

Er zijn twee stukken muziek die heel bekend zijn in China: “广陵散” en “高山流水”, die worden gespeeld met de guyin.

## Chinese opera
In 19e eeuw waren opera’s heel populair in China, elk gebied had zijn eigen opera. De aria’s van deze opera’s hebben meestal hoge tonen, de instrumenten voor de begeleiding zijn traditionele slag-, blaas- en snaarinstrumenten. Er zijn ongeveer 600 soorten Chinese opera, waarvan Peking opera (jingju 京剧) de bekendste is. ”昆曲” staat in de “Oral Communication Cultural Inheritance Protection Catalogue of The World” van de Verenigde Naties.

## Chinese muziek rond de eeuwwisseling
Aan het einde van 19e eeuw werd China gedwongen zijn zuidelijke kustgebied te openen voor westerse mogendheden, en zo kwamen de Chinezen in contact met westerse muziek en instrumenten. Kantonezen namen het westerse harmoniesysteem over en vonden een paar nieuwe instrumenten uit, daarna creëerden zij een paar symfonieën met Chinese karakteristieken. Tot op de dag van vandaag is Kantonese muziek (Kantopop) zeer populair in China, en daarmee een succesvol voorbeeld van de combinatie van Chinese en westerse muziek.
Tijdens de nieuwe-cultuur-campagne (1910-1920) kwamen veel muzikanten die in het buitenland hadden gestudeerd terug naar China. Zij begonnen Europese klassieke muziek te spelen en de muzikale composities op een notenbalk te noteren. Dit was nieuw, want vroeger werd muziek in China alleen met getallen en karakters opgeschreven. In een paar grote steden organiseerde men symfonieorkesten om klassieke muziek te spelen, en ook jazz, die heel populair was in bars en op de radio.
Hoewel men de westerse instrumenten en technieken gebruikte, was de meeste seculiere muziek nog in de Chinese stijl, die pentatonisch en melodieus was.
Van 1926 tot 1949 was China in oorlog, eerst met Japan (Tweede Wereldoorlog), daarna was er een burgeroorlog. In die periode waren er veel liederen die gingen over de revolutie en anti-Japans gekleurd waren. “黄河大合唱” (Gele rivier cantate)　en “义勇军进行曲” (Mars van de vrijwilligers) zijn de twee bekende liederen uit deze tijd. “义勇军进行曲” werd later het volkslied van China.

## Moderne Chinese muziek
Nadat in 1949 de Volksrepubliek China gesticht was, organiseerde men opnieuw symfonieorkesten om westerse klassieke muziek en nieuwe composities van Chinese muzikanten te spelen. Deze orkesten gingen soms naar het buitenland om Chinese muziek op te voeren, en buitenlandse orkesten begonnen naar China te komen om hun muziek te spelen. De muzikanten probeerden westerse instrumenten te gebruiken om nieuwe muziek te creëren. Een duidelijk voorbeeld van deze nieuwe compositie is "Liang Zhu" (梁祝), een vioolconcert dat gaat over een bekend Chinees verhaal.

## Chinese popmuziek
Na de hervormingen in China in de jaren 1980 kwam de popmuziek via Hongkong en Taiwan China binnen, in zeer grote mate beïnvloed door de Westerse popmuziek. Ook in China wordt nu veel popmuziek gemaakt, hoewel de meeste populaire zangers nog altijd uit Hongkong en Taiwan komen. Termen als cantopop en mandopop, verwijzen binnen de Chinese popmuziek naar de respectievelijke talen het Standaardkantonees en het Standaardmandarijn waarin het desbetreffende lied wordt gezongen. Sommige zangers zingen in beide talen, velen zingen uitsluitend in één taal.

## Chinese idoolgroepen
Moderne Chinese muziek bestaat voornamelijk uit idoolgroepen. Jongensgroepen zoals WayV, de Chinese unit van de Zuid-Koreaanse idoolgroep NCT, maar ook meidengroepen, zoals SNH48, een meidengroep gevestigd in Shanghai, die altijd nieuwe leden krijgt en een afstudeersysteem heeft. SNH48 heeft verschillende zustergroepen: BEJ48 in Beijing, GNZ48 in Guangzhou, SHY48 in Shenyang en CKG48 in Chongqing (Chungking). Ook AKB48 Team SH gevestigd in Shanghai, die een Japanse muziekstijl heeft, omdat ze de Chinese zustergroep zijn van de Japanse meidengroep AKB48. AKB48 Team TP is de Taiwanese zustergroep. Ook "survivalshows" werden erg populair in China, waar verschillende Chinese idoolstagiaires deelnemen om uiteindelijk te komen in een jongensgroep of meidengroep door stemmen en eliminatie rondes. Deze shows hebben de groepen Rocket Girls 101, R1SE, BonBon Girls 303, INTO1, Nine Percent, UNINE en THE9 gevormd. 

## Chinese rock
In 1986 was het eerste openbare rockconcert in China. Sindsdien heeft de Chinese rock een vlucht genomen, vele bands zijn opgericht, sommige werden zeer succesvol, de band Black Panther werd zelfs internationaal bekend. Een aantal andere bekende en beroemde bands en muzikanten zijn Cui Jian (ook wel 'grootvader van de Chinese rock' genoemd), Tang Dynasty en Zheng Jun.